# Louis Cyr
Louis Cyr, nacido Cyprien-Noé Cyr (Saint-Cyprien-de-Napierville, 10 de noviembre de 1863-Montreal, 10 de noviembre de 1912) fue un famoso forzudo canadiense. Considerado el más fuerte de toda la historia humana.[cita requerida] Cyr nunca se retiró de un desafío y permaneció invicto en Canadá y en el extranjero.[cita requerida]

## Biografía

### Primeros años
Cyr nació en Saint-Cyprien-de-Napierville en Quebec, Canadá. Desde los doce años, Cyr trabajó en un campamento maderero durante los inviernos y en la granja de la familia el resto del año. Impresionó a sus compañeros de trabajo con sus hazañas de fuerza. Según uno de sus biógrafos, su madre decidió que "debería dejar que su cabello crezca, como Sansón en la Biblia" y se lo trenzaba con regularidad.
En 1878, la familia Cyr emigró a Lowell, Massachusetts en los Estados Unidos. Fue en Lowell que Cyr cambió su nombre de Cyprien-Noé a Louis, ya que era más fácil de pronunciar en inglés. De nuevo su gran fuerza le trajo fama. A los diecisiete años pesaba 104 kg (230 libras). Entró en su primer concurso de forzudo en Boston a los dieciocho años, levantando un caballo del suelo.
Louis comenzó su carrera como forzudo a la edad de 17 años, luego de que se produjera cierta publicidad debido a un incidente en el que se reportó que el joven Louis había sacado un carro cargado de granjeros del lodo en el que se había atascado. Se enfrentaría en un concurso contra Michaud de Quebec, quien fue reconocido como el hombre más fuerte de Canadá de la época. Cyr lo derrotó en pruebas de levantamiento de piedras pesadas al levantar una roca de granito que pesaba 220 kg (480 lb).

### Llegando a la fama

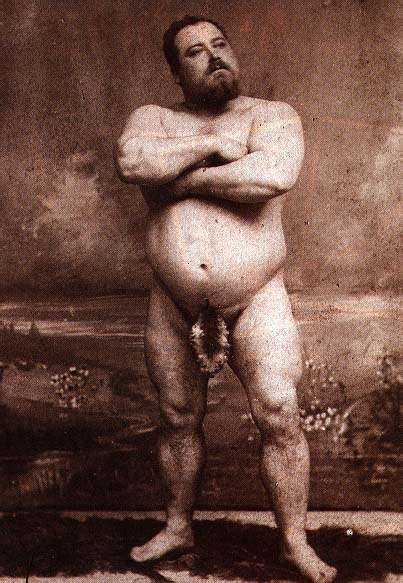
Louis Cyr, posando desnudo como un hercúleo Adán.

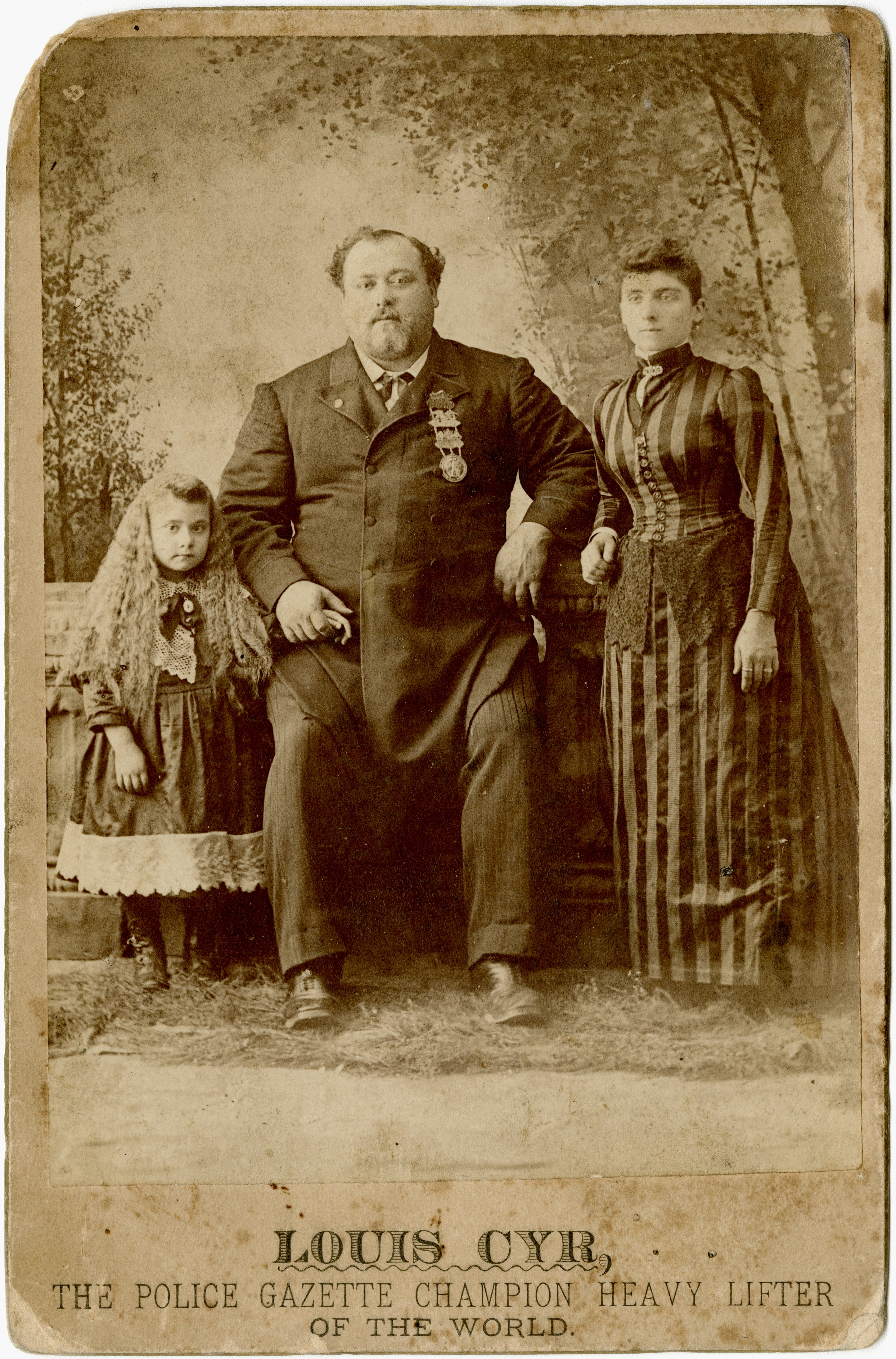
Louis Cyr, junto a su esposa Mélina Courtois, y su hija única Émiliana Cyr.

Cyr regresó a Quebec en 1882 con su familia y a su trabajo como leñador, y se casó con Melina Courtois. Al año siguiente, él y su esposa regresaron a Lowell, con la esperanza de sacar provecho de su fama allí. Se organizó un recorrido por las provincias Marítimas y, si bien pudo haber beneficiado al organizador, Cyr no obtuvo el esperado beneficio económico. Sintiéndose estafado, comenzó a recorrer Quebec con su familia en un espectáculo propio al que llamaron "The Troupe Cyr".
Demostrando su inmensa fuerza, pronto sus amigos le instaron a ingresar al apasionante, aunque altamente precario mundo de los forzudos profesionales, que levantaban pesas principalmente sólidas o llenas de perdigones.
Con poca recompensa en esta incursión temprana en el levantamiento de pesas profesional, Louis se vio obligado a buscar otro empleo, y el destino decidió por él cuando al parecer entró, y rompió, por pura fuerza física, una peligrosa pelea con cuchillos. Los informes de la época recuerdan cómo Cyr desarmó y sometió a los contendientes y luego hizo que un ciudadano los arrestara, llevando a ambos malhechores, uno debajo de cada brazo, a la comisaría de policía local. Con esta magnífica referencia, Louis se unió a la policía, convirtiéndose durante unos años en un verdadero oficial de policía. Desde 1883 hasta 1885, Cyr se desempeñó así como oficial de policía en Montreal. Después de esto, se fue de gira con una compañía que incluía un luchador, un boxeador y un levantador de pesas. Entró en una competencia de hombres fuertes en marzo de 1886 en la ciudad de Quebec, contra el hombre fuerte canadiense reinante, David Michaud. Cyr levantó una barra de 99 kg (218 libras) con una mano frente a los 72 kg (158 libras) de Michaud y un peso de 1.076 kg (2,371 libras) en la espalda, frente a los 940 kg (2,071 libras) de su oponente, ganando y arrebatándole el título del Hombre más fuerte del país.
Prudente con sus ganancias, Louis dejó la Policía y compró una taberna-restaurante en Sainte Cunegonde, donde también instaló un gimnasio que al igual que muchos otros lugares en su día se convirtió en una meta para los atletas y luchadores de fuerza. Cyr conocía bien al famoso John L. Sullivan, siendo uno de los pocos que desafió las órdenes de Sullivan de beber cuando él bebía. Sullivan era conocido como The Boston Strong Boy y era muy poderoso, pero no en la clase de Cyr. Cyr, feliz en su propio entorno, derrotó a todos los que llegaban y tenían la osadía de desafiarle.

### Reputación como el hombre más fuerte del mundo
Si bien algunas de las hazañas de fuerza de Cyr pueden haber sido exageradas con el paso de los años, algunas fueron documentadas y siguen siendo impresionantes.
Estas incluyen:
- Levantando una plataforma en su espalda con 18 hombres para un total de 1967 kg
- Levantando un peso de 534 libras (242 kg) con un dedo
- Empujando un vagón de carga por una pendiente
- A los 19 años, levantó una roca desde el suelo hasta su hombro, que pesaba oficialmente en 514 libras (233 kg)[2]
- Batió el récord de la prensa doblada de Eugen Sandow (y, por lo tanto, el peso más pesado levantado con una mano) por 2 libras (0,91 kg) hasta un total de 273 libras (124 kg).[3]

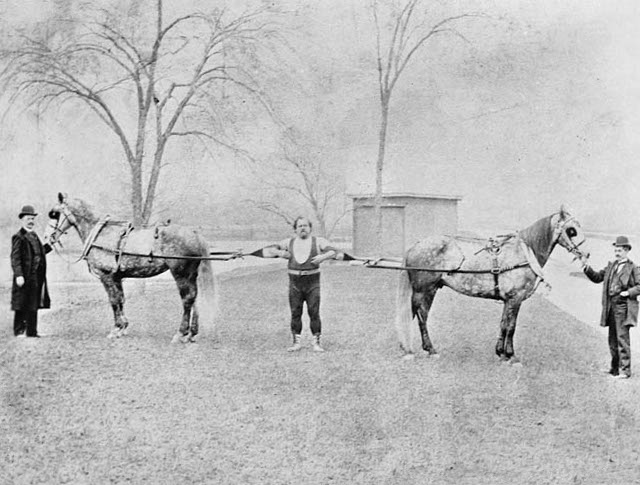
Louis Cyr listo para ser jalado por dos caballos, 1891.

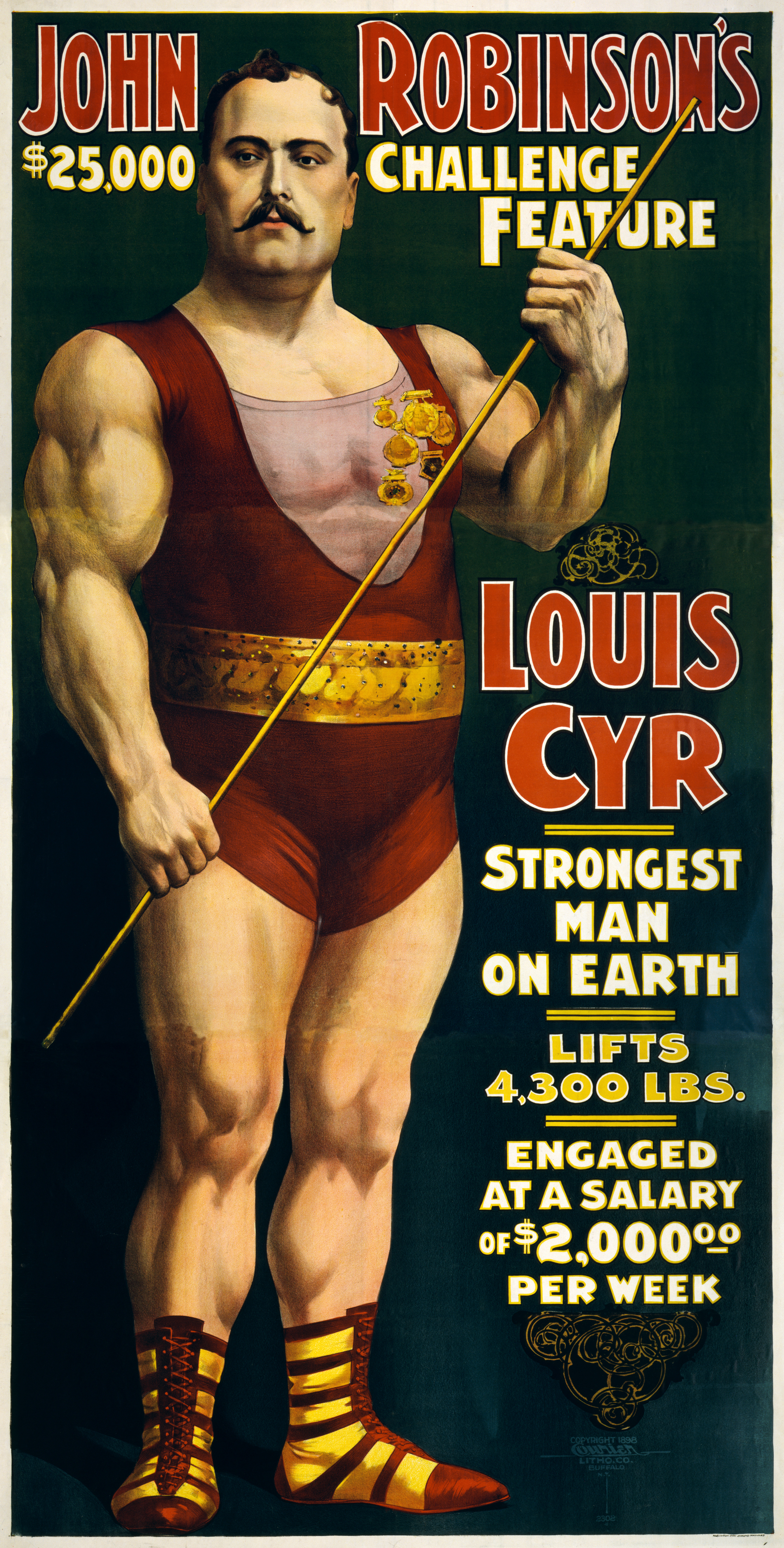
Cartel de 1898 anunciando su competición por 25.000 dólares contra John Robinson.

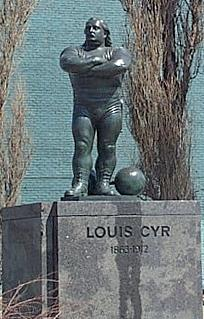
Monumento a Louis Cyr uno de los primeros atletas de fuerza.

Tal vez su mayor hazaña ocurrió en 1895, cuando se reportó que levantó 1.969 kg (4.337 libras) con la espalda. Una de las exhibiciones más comentadas de Cyr ocurrió el 12 de octubre de 1891, en Montreal. En esa ocasión contuvo cuatro caballos, dos tirando en cada dirección.
Una mancuerna particular de Cyr pesaba, cuando estaba vacía, 202 lb (92 kg). Siendo la misma campana que había derrotado a un grupo de exatletas de fuerza, fue intercambiada por su propietario, el jefe de policía de 280 libras Joseph Moquin de Quebec (que podía presionar el peso) para un conjunto moderno de pesas York, por lo que entró en posesión del difunto Bob Hoffman y Mike Dietz. De acuerdo con la revista Strength & Health, Hoffman, después de varios intentos, pudo doblarla y presionarla, al igual que la mucho más liviana de 150 kg. Sig Klein, John Grimek también la presionó media docena de veces más o menos una tarde, cuando una el peso se incrementó a 269.5 lb, agregando, según sucedió, el tipo de plomo del clásico tomo de Mark Berrys, Physical Training Simplified. De ahí la razón por la que el libro nunca fue reimpreso.
En El hombre más fuerte de la historia, Ben Weider dice que los registros de Cyr siguen siendo "no cuestionados e indiscutibles". En 1904, la salud de Cyr empezó a declinar debido a una alimentación excesiva e inactividad. Entonces pesaba 180 kg (400 libras). Adelgazó un poco para su último desafío de fuerza contra  Hector de Carrie. Cyr retuvo su título y se retiró invicto.
Cyr murió de la enfermedad de Bright, conocida como nefritis crónica, el 10 de noviembre de 1912, en Montreal. Inmensas multitudes asistieron al funeral y llegaron tributos florales de todo el mundo.
Un distrito de Montreal se llama Louis-Cyr en su honor; se encuentra en Saint-Henri, donde patrullaba como oficial de policía. Tanto el Parc Louis-Cyr como la Place des Hommes-Forts ("Plaza de los hombres fuertes") llevan su nombre. Las estatuas de él se encuentran en la Place des Hommes-Forts y el Museo de la Civilización en la ciudad de Quebec.